# Franco Oppo

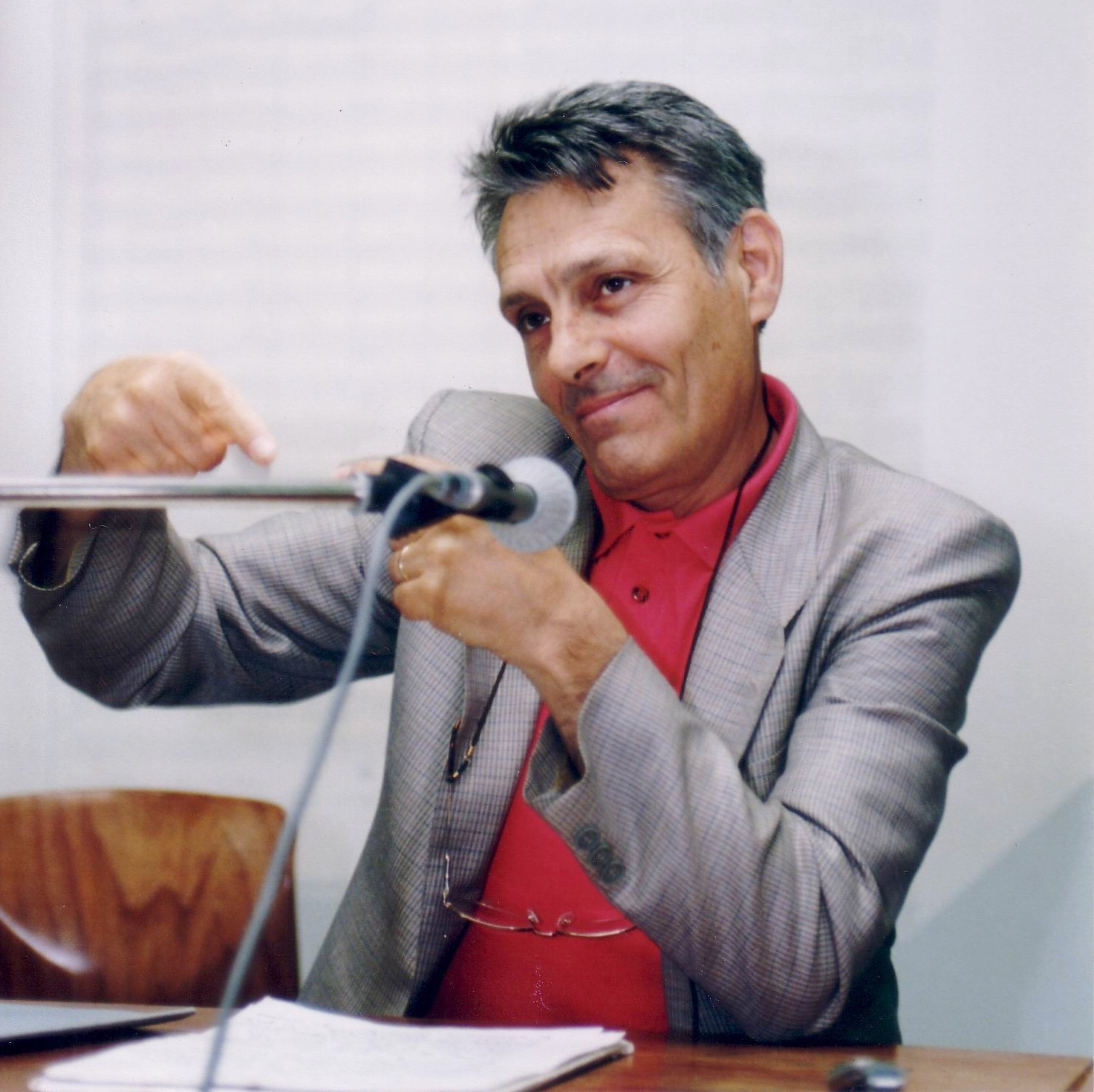
Franco Oppo

Franco Oppo (* 2. Oktober 1935 in Nuoro auf Sardinien; † 14. Januar 2016) war ein italienischer Komponist und Musikpädagoge.

## Leben und Wirken
Oppo studierte bis 1961 am Konservatorium von Cagliari Klavier, Chormusik und Komposition. Danach war er Kompositionsschüler von Giorgio Federico Ghedini, Virgilio Mortari, Goffredo Petrassi und Piotr Perkowski und studierte elektronische Musik bei Franco Evangelisti. 1966 nahm er an den Darmstädter Ferienkursen für Neue Musik teil.
Von 1965 bis 2000 unterrichtete er Komposition und experimentelle Komposition am Konservatorium von Cagliari. Daneben unterrichtete er von 1985 bis 1987 Musiktheorie an der Universität von Cagliari und war seit 1982 künstlerischer Leiter des Festival Spaziomusica für zeitgenössische Musik.
Neben seiner kompositorischen Tätigkeit arbeitete er wissenschaftlich auf dem Gebiet der Musiktheorie und Musikethnologie und hielt Vorträge auf zahlreichen internationalen Konferenzen.

## Werke
- Sonatina für Trompete und Klavier, 1951
- Sonatina für Horn und Klavier, 1951
- Cinque pezzi facili für Klavier, 1951–1952
- Variazioni su tema di Schumann für Klavier, 1953
- Quattro pezzi für Violine und Oboe, 1956
- Fantasia für Klavier und Orchester, 1960
- Varie partite sopra Frescobaldi für Cembalo, Harfe, Klavier und Orchester, 1960
- Tre canzoni spagnole für Sopran und Klavier (Text: Federico García Lorca), 1960
- Allitterazioni-Organum-Ragtime für elf Instrumente, 1961
- Movimento für Streichquartett, 1962
- Lamento dal Salmo XIII für Chor und Schlaginstrumente, 1962
- Epitaffio für Sprecher und acht Instrumente, 1963
- Don Chisciotte für Sprecher und sieben Instrumente, 1963
- Ciò che ho scritto für Sopran und vier Instrumente (Text: Nazim Hikmet), 1964
- Concerto für Cello und Orchester, 1964
- Dzieci für Sopran und zwei Klaviere, 1966
- Canti popolari della Sardegna für Stimme, Klavier und kleine Perkussionsinstrumente, 1967
- Trio für Klavier, Violine und Cello, 1968
- Cinque pezzi für Klavier, 1970
- Digressione für Frauenstimme und Orchester (Text: Andrei Wosnessenski), 1970
- Silenzio für Kontraalt und vier Instrumente, 1971
- Nodos für Orchester, 1972–73
- Riverberazioni für Cello und Klavier, 1974
- Ninna-nanna campidanese für Chor und Kapelle, 1975–1976
- Musica per chitarra e quartetto d'archi, 1975
- Rondeau für zwei Streicher, 1975
- Amply für zwei verstärkte Streichinstrumente, 1976
- Praxodia I für Sopran, Bass und acht Instrumente (Text: Agostinho Neto), 1976
- Anninnia I für neun Instrumente, 1978
- Praxodia II, szenische Aktion für Sopran, Bass, acht Schauspieler und acht Instrumente, 1979
- Tre berceuses für Klavier, 1981–1982
- Anninnia II für acht Instrumente, 1982
- Musica per otto strumenti a fiato, 1983
- Attitidu für Fagott und Streichquartett, 1983
- Intorno all'isola, Filmmusik, 1983
- North sardinian dance für Klavier, 1984
- Quadri di guerra, Filmmusik, 1984
- Fasi für Flöte und Klavier, 1984–1989
- Sagra für Oboe, zwei Violinen und Viola, 1985
- Per tonos, Kanon für Flöte, Cembalo und Streichquartett, 1985
- Le cerniere für Magnettonband, 1985
- Eleonora d'Arborea, szenische Aktion für Sopran, Bariton, sechs Schauspieler, Frauenchor und drei Instrumentalgruppen, 1986
- Solo für Flöte, 1986
- Como en los sueños, 1988
- Anafore e cicli elettronici für Magnettonband, 1988
- Figure instabili für Oboe, Klarinette, Fagott und Klavier, 1989
- Gallurese für Klavier zu vier Händen, 1989
- 40 melodie popolari polacche für Flöte und Klavier, 1989–1994
- 3 melodie popolari polacche für Flöte, Cello und Klavier, 1990–1993
- Variazioni su tema di Mozart für Orchester, 1991
- Te Deum, 1991
- Musica per 11 strumenti ad arco, 1992
- Variazioni su temi popolari für Launeddas und Live-Elektronik, 1992
- Baroniese für Klavier zu vier Händen, 1993
- Trio II für Viola, Cello und Kontrabass, 1993
- Trio III für Flöte, Violine und Klavier, 1994
- Sueños für Sopran und Magnettonband, 1995
- Concerto n. 1 für Klavier und Orchester, 1995–1997
- Polski Walc für Flöte, Klarinette, Klavier und Streichquartett, 1996
- Concetti fluidi für Violine, Viola, Cello und Klavier, 1997
- Retrògas A für Viola, 1998
- Retrògas B für Violine, 1998
- Tetrafonie für zwölf Stimmen, 1998–1999
- Retrògas C für Cello, 1999
- Uno spettro si aggirava per l'Europa für fünfundzwanzig Streicher, 1999–2000
- Toccata sopra "Freu dich sehr, o meine Seele" für Orgel, 2000
- Freu dich sehr, o meine Seele für Pedalklavier, 2000
- Tre bagattelle für Klavier, 2001
- Nodas für Orchester, 2001
- Intermezzi für zwei Violinen, zwei Violen und Cello, 2001
- ... quasi silenzio für Magnettonband, 2002
- Concerto n. 2 für Klavier und Orchester, 2002
- Studio 1 (Gamme) für Klarinette, 2002
- Piano sonata für Klavier, 2007

## Schriften
- Teoria generale del linguaggio musicale (1975)
- Sistema dei cunzertus delle launeddas (1986)